# Kiss & Tell Tour (Selena Gomez & the Scene)
Kiss & Tell Tour je druga turneja ameriške pop-rock glasbene skupine Selena Gomez & the Scene za promoviranje njihovega debitanskega glasbenega albuma Kiss & Tell. Turneja se je začela leta 2009 in končala v letu 2010.

## Seznam pesmi na koncertu
1. "Kiss & Tell"
2. "Stop & Erase"
3. "Crush"
4. "Naturally"
5. "I Won't Apologize"
6. "More"
7. "The Way I Loved You"
8. "I Want It That Way" (verzija Backstreet Boys)
9. "I Don't Miss You at All"
10. "Tell Me Something I Don't Know"
11. "Falling Down"
12. "Hot N Cold" (verzija Katy Perry)

Dodatki
1. "I Promise You"
2. "Magic"

## Datumi
| Združene države Amerike |               |                         |                       |
| 13. december 2009       | Tempe         | Združene države Amerike | Marquee Theatre       |
| 20. december 2009       | San Francisco | Združene države Amerike | Palace Of Fine Arts   |
| 7. februar 2010         | San Antonio   | Združene države Amerike | AT&T Center           |
| 11. februar 2010        | New York      | Združene države Amerike | Gramercy              |
| 14. februar 2010        | Filadelfija   | Združene države Amerike | Tower Theater         |
| 20. februar 2010        | Uniondale     | Združene države Amerike | Nassau Coliseum       |
| Velika Britanija        |               |                         |                       |
| 5. april 2010           | London        | Združeno kraljestvo     | Shepherds Bush Empire |

## Zaslužek
| Kraj                              | Mesto                 | Prodane vstopnice / Število vstopnic | Zaslužek  |
| --------------------------------- | --------------------- | ------------------------------------ | --------- |
| House of Blues                    | Dallas, Teksas        | 1,741 / 1,741 (100%)                 | 40,185 $  |
| Palace of Fine Arts Theatre       | San Francisco, Calif. | 953 / 953 (100%)                     | 26,507 $  |
| Gramercy Theatre                  | New York, N.Y.        | 706 / 706 (100%)                     | 18,410 $  |
| Tower Theatre                     | Upper Darby, Pa.      | 3,043 / 3,116 (96%)                  | 116,115 $ |
| Nassau Veterans Memorial Coliseum | Uniondale, N.Y.       | 13,223 / 13,223 (100%)               | 681,436 $ |
|                                   |                       | 19,666 / 19,739 (95%)                | 882,653 $ |